# FC Erzgebirge Aue
Der Fußballclub Erzgebirge Aue e. V., kurz FC Erzgebirge Aue, ist ein Sportverein aus Aue-Bad Schlema in Sachsen, der am 4. März 1946 als Betriebssportgemeinschaft Wismut Aue gegründet wurde. Nach der politischen Wende und neuen Organisationsformen im Bundesland Sachsen entstand ein völlig neuer Sportverein, der durch einen umfangreichen Förderkreis unterstützt wird.
Der Verein ist besonders durch seine Männer-Fußballabteilung bekannt. Die Mannschaft des Vereins spielte ab der Saison 2016/17 bis zur Saison 2021/22 in der 2. Fußball-Bundesliga. Die Frauenmannschaft des Vereins ist in der Landesliga Sachsen vertreten. Zudem hat der Verein eine Ringermannschaft, welche zuletzt in der Saison 2021/22 in der Ringer-Bundesliga vertreten war und weitere Sport-Abteilungen wie Badminton, Billard, Bogenschießen, Judo, Kraftsport, Leichtathletik, Schwimmen, Ski, Tennis und Volleyball.

## Vorgeschichte: 1908 bis 1989
Die Wurzeln des FC Erzgebirge Aue liegen im 1908 gegründeten FC Aue, dem ersten Fußballverein in der Stadt. In den folgenden Jahren erfolgten mehrere namentliche und sportliche Veränderungen, der FC spielte bald in der Gauliga Erzgebirge, eine von zahlreichen ersten Spielklassen des Verbandes Mitteldeutscher Ballspiel-Vereine. Nach den Namens-Stationen Alemannia Aue, SV Alemannia Aue e. V. wurde der Verein in der NS-Zeit als Regionalverband aufgelöst, die Sportler gelangten aber in den Fußballgau Sachsen. Auf Druck der Nationalsozialisten erfolgte 1937 eine Fusion mit dem VfB Aue, welcher von 1929 bis 1932 ebenfalls in der Gauliga Erzgebirge spielte, zum SV Aue.
Nach dem Zweiten Weltkrieg wurden durch die Besatzungsmächte alle Vereine zunächst aufgelöst. Bald formierten sich jedoch interessierte Sportler zu neuen Mannschaften und nahmen ab 1946 an lokalen Fußballmeisterschaften teil. Im Jahr 1949 entstand unter dem Dach der Fabrik Pneumatik Aue die Betriebssportgemeinschaft (BSG) Pneumatik, die 1951 die endgültige Bezeichnung BSG Wismut Aue erhielt. Deren Fußballmannschaft spielte als einzige von 1951 bis 1990 in der höchsten DDR-Spielklasse. Fans des FC Erzgebirge Aue spielen bis heute mit dem Schlachtruf „Zwei gekreuzte Hämmer und ein großes W“ auf Schlägel und Eisen an, die in den Wappen bis 1990 enthalten sind.
Zwischen 1954 und 1963 war der Auer FC eine Abteilung der Sektion Fußball des SC Wismut Karl-Marx-Stadt; er setzte aber durch, dass sie weiter im heimischen Otto-Grotewohl-Stadion spielen konnten. In dieser Zeit gewannen sie drei Meisterschaften und einen Pokalsieg.

## Geschichte

### 1990 bis 1993: Gründung des FC Wismut
Als nach der politischen Wende von 1989 das System der Betriebssportgemeinschaften aus ökonomischen Gründen nicht aufrechterhalten werden konnte, gründeten in Aue Mitglieder der BSG Wismut am 14. Februar 1990 den Fußballverein FC Wismut Aue. Zunächst hielt die Wismut noch an ihrer damaligen Werksmannschaft fest. Nach der Wiedervereinigung und der folgenden Umstrukturierung der SDAG Wismut zum Sanierungsunternehmen Wismut GmbH sank allmählich das Interesse am Club. Sportlich sah es zunächst kaum besser aus. Trainer Jürgen Escher sowie Co-Trainer Konrad Schaller, beides ehemalige Spieler von Wismut, blieben nach dem Abstieg im Amt, während Harald Mothes sowie elf weitere Spieler den Verein verließen. Nach anfänglichen Erfolgen in der Staffel B der DDR-Liga 1990/91, wie dem 7:0-Sieg gegen Kali Werra Tiefenort, wurde das Trainerduo bereits im November 1990, nach mehreren Remis und einer schließlich entscheidenden Niederlage gegen den Chemnitzer SV 1951, entlassen. Der Vorstand holte Klaus Toppmöller als Nachfolger ins Erzgebirge. Während seiner Amtszeit verloren die Veilchen kein einziges Spiel mehr, wodurch Aue um den ersten Platz kämpfte. Am 22. Mai 1991 am vorletzten Spieltag der Saison beim FSV Zwickau wurde das Spiel beim Stand von 4:1 für Aue aufgrund von Ausschreitungen Zwickauer Hooligans abgebrochen. Nach einem Urteil des mittlerweile zuständigen nordostdeutschen Verbandes wurde das Spiel mit diesem Stand für Aue gewertet, wodurch Aue am Ende der Saison in der Abschlusstabelle um ein Tor in der Differenz hinter den erstplatzierten Zwickauern lag. Damit verpasste das Team die Relegationsrunde für die 2. Bundesliga. Auch Trainer Klaus Toppmöller verließ den Verein nach dem Vorfall.
In der folgenden Saison 1991/92 ging Wismut Aue in der drittklassigen Oberliga Nordost-Süd an den Start. Stefan Persigehl, der in der Vorsaison 22 Tore geschossen hatte, wechselte zu Hansa Rostock. Dafür kamen u. a. Jörg Kirsten vom FC Sachsen Leipzig und Maik Faßl. Kirsten war mit 20 Treffern nach Saisonende der beste Auer Torschütze der Spielzeit. Auch Ronny Thielemann, welcher bis 1999 bei den Veilchen blieb, sammelte erste Erfahrungen. Neuer Trainer wurde der Co-Trainer der Vorsaison Heinz Eisengrein. Mit ihm schlug Aue den Erzfeind FSV Zwickau, welcher den Aufstieg in der Relegation verpasst hatte, im Hinspiel mit 2:1, wodurch Aue kurzzeitig Tabellenführer wurde. Nach der Winterpause ging es allerdings abwärts. Nach zwei Niederlagen im März gegen Wacker Nordhausen und den 1. FC Markkleeberg wurde Heinz Eisengrein beurlaubt und durch den ehemaligen DDR-Nationalspieler Lutz Lindemann ersetzt. Er führte die Mannschaft zu Rang 2 in der Endtabelle. Damit verpasste Aue als Tabellenzweiter erneut die Ausscheidungsspiele zur 2. Bundesliga.
Zur Saison 1992/93 verließen die Auer Torschützen Jörg Kirsten und Steven Zweigler, die zusammen in der Vorsaison 39 Treffer erzielt hatten, sowie weitere Stammspieler den Verein und gingen überwiegend zu Mannschaften höherklassiger Ligen. Dem sportlichen Verlust folgte ein wirtschaftlicher Rückschlag. Die Wismut GmbH zog sich im Juni 1992 aus dem kompletten Fußballgeschäft zurück. Da das Unternehmen bis dahin weiterhin einziger Hauptsponsor und zusätzlich Arbeitgeber für Spieler und Trainer war, stand der FC Wismut Aue nach dem Rückzug vor dem Bankrott. Der Präsident Gerd Uhlmann, der Vizepräsident und Schatzmeister Bertram Höfer, der Geschäftsführer Lothar Schmiedel und der Trainer Lutz Lindemann suchten nun nach neuen Geldgebern. Neben einigen privaten Spendern wurden die Veilchen durch den Landkreis und den neuen Hauptsponsor Bellheimer Bier unterstützt. Wichtigster Gewinn waren allerdings die zwei Unternehmerbrüder Leonhardt, von denen Uwe Leonhardt schließlich Präsident wurde. Sie brachten gemeinsam mit Schatzmeister Höfer, den Vorständen Koch, Henselin, May und Geschäftsführer Schmiedel den Verein mit Kontinuität und wirtschaftlicher Solidität schrittweise wieder nach vorn.

### 1993 bis 2010: Namensänderung in FC Erzgebirge Aue und Abstieg in Zweit- und Drittklassigkeit
Zunächst bekam der FC Wismut nach dem Rückzug der Wismut einen neuen Namen, welcher den Verein als Aushängeschild der Region darstellen sollte. So wurde er zu Beginn des Jahres 1993 in FC Erzgebirge Aue umbenannt. Zudem gründete sich im Frühjahr des Jahres der Förderkreis des Vereins, dem seitdem regelmäßige Sponsoren des FC Erzgebirge angehören. Sportlich hielt sich die dezimierte Mannschaft im oberen Mittelfeld. Viele Anhänger des Vereins blieben nach der tabellarischen und spielerischen Verschlechterung gegenüber dem Vorjahr trotzdem zu Hause. Bei einigen Heimspielen besuchten weniger als 1000 Fans das Erzgebirgsstadion. Nach Erfolgen gegen den SC Weimar und Wacker Nordhausen am Ende der Saison wurden die Veilchen Siebter.
In Folge zunehmender wirtschaftlicher Stabilität gab es zur Saison 1993/94 wieder nennenswerte Neuzugänge. Diese hießen z. B. Moudachirou Amadou, Boris Lucic oder Mirko Ullmann. So konnte der Verein auch den Abgang von Enrico Barth verkraften. Letztendlich qualifizierte sich Aue mit dem dritten Platz für die neueingeführte Regionalliga Nordost. Dort erreichte der Verein in den folgenden Jahren stets einstellige Tabellenplätze.

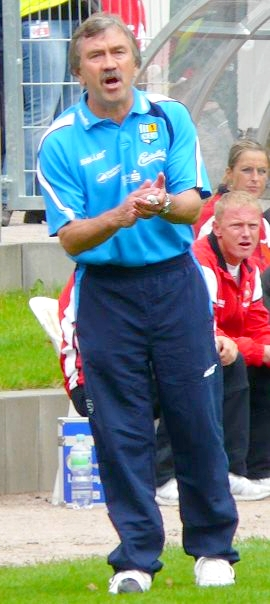
Gerd Schädlich, Trainer von 1999 bis 2007

Am 1. Juli 1999 übernahm der damals 46-jährige Gerd Schädlich das Amt des Cheftrainers. Aue qualifizierte sich sofort im ersten Jahr für die neu gegründete Regionalliga Nord. Außerdem qualifizierte sich der Verein erstmals seit 1991/92 für den DFB-Pokal. Dort verlor Aue allerdings mit 0:3 gegen den Hamburger SV. Bald wurde Erzgebirge Aue nach einem 7. Platz (2000/01) und einem 9. Platz (2001/02) in der Saison 2002/03 Erster der Regionalliga Nord und stieg dadurch in die 2. Bundesliga auf. In der Saison 2003/04 wurde der Auer Spieler Kay-Uwe Jendrossek am 11. April 2004 nach dem Spiel gegen den 1. FSV Mainz 05 positiv auf Kortison getestet und er wurde daraufhin für sechs Spiele gesperrt. Am Ende der Saison belegte die Auer Mannschaft den achten Tabellenplatz und erreichte in den beiden folgenden Spielzeiten 2004/05 und 2005/06 jeweils den siebten Platz, 2006/07 wurde der FC Erzgebirge Zehnter. Im DFB-Pokal 2005/06 kam Aue erstmals durch einen Sieg gegen die Amateurmannschaft des VfL Bochum mit 3:2 in die 2. Runde. Dort schied Aue mit 0:1 gegen den FC Bayern München aus. Nach einer 0:5-Niederlage beim TSV 1860 München im letzten Spiel vor der Winterpause in der Saison 2007/08 und dem damit verbundenen Verbleib auf einem Abstiegsplatz trat Schädlich am 17. Dezember 2007 nach mehr als acht Jahren von seinem Trainerposten zurück. Auch unter dem neuen Cheftrainer Roland Seitz rangierte der Verein weiter auf einem Abstiegsplatz. Am 21. April 2008 trennte sich der Verein von Seitz. Nachfolger wurde Heiko Weber, der jedoch den Abstieg in die neugegründete 3. Liga erwartungsgemäß nicht mehr verhindern konnte. Nach einem enttäuschenden 12. Platz in der Saison 2008/09 wurde Weber am 3. Juni 2009 entlassen. Nachfolger wurde am 8. Juni 2009 der bisherige Co-Trainer Rico Schmitt. Marco Kämpfe wurde neuer Co-Trainer. In der 1. Runde des DFB-Pokal 2008/09 gewann Aue mit 5:4 i. E. gegen den FC St. Pauli. In der 2. Runde folgte mit einer 1:2-Niederlage gegen Werder Bremen das Ausscheiden. Am 30. April 2010 machten die Veilchen bereits am vorletzten Spieltag der 3. Liga nach zweijähriger Abwesenheit den Aufstieg in die 2. Bundesliga mit einem 2:1-Sieg gegen den Konkurrenten Eintracht Braunschweig perfekt.

### 2010 bis 2014: Wieder in der 2. Bundesliga

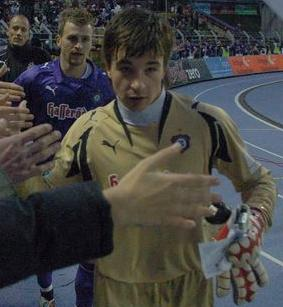
Stammtorhüter Martin Männel

Um in der 2. Bundesliga bestehen zu können, wurden unter anderem Enrico Kern, Kevin Schlitte und Oliver Schröder ablösefrei vom Absteiger der Vorsaison Hansa Rostock sowie Fabian Müller vom 1. FC Kaiserslautern und Adli Lachheb vom Halleschen FC verpflichtet. Der Torwarttrainer Jörg Weißflog wurde von Russi Petkow abgelöst. Diese Veränderungen erwiesen sich als hilfreich, da die Mannschaft nach dem Wiederaufstieg in der Saison 2010/11 nach einem gewonnenen Nachholspiel gegen den FSV Frankfurt sogar überraschend Herbstmeister wurde. Ende März wurde der Vertrag mit Trainer Rico Schmitt bis zum 30. Juni 2013 verlängert. Besonders auffallende Ergebnisse waren aus Auer Sicht im positiven Sinne der 5:1-Sieg im Aachener Tivoli und der 3:0-Sieg gegen Arminia Bielefeld und im negativen Sinne die 0:6-Niederlage im Hinspiel gegen Energie Cottbus und die 0:3-Niederlage bei Fortuna Düsseldorf. Am 31. Spieltag beim Heimspiel gegen Energie Cottbus wurden im Gästeblock Feuerwerkskörper gezündet. Es wurden 38 Strafanzeigen gestellt. Das Spiel endete nach zehn Minuten Nachspielzeit 1:2 für das Gästeteam. Vor dem letzten Heimspiel der Saison gegen Hertha BSC hatte sich der damals 37-jährige Tomasz Kos, welcher langjähriger Kapitän der Veilchen war, nach sieben Spieljahren vom Verein verabschiedet. René Klingbeil übernahm im Laufe der Saison den Kapitänsposten. Die Führung in der Tabelle konnten die Veilchen allerdings nicht halten; als Tabellenfünfter wurde am Saisonende 2010/11 kein Aufstiegsplatz erreicht. Im DFB-Pokal 2010/11 schied Aue in der ersten Runde gegen Borussia Mönchengladbach mit 1:3 aus.
Zur Saison 2011/12 wurden die vier Offensivspieler Ronny König von Rot-Weiß Oberhausen, Christian Cappek von Wacker Burghausen, Guido Koçer vom SV Babelsberg 03 und Mike Könnecke von der Amateurmannschaft des VfL Wolfsburg verpflichtet. Zur Winterpause wurde mit Halil Savran ein weiterer Stürmer gekauft. Die Saison begann gut, da die Veilchen nach zehn Spieltagen im gesicherten Mittelfeld der Tabelle lagen und somit das Saisonziel Klassenerhalt zu diesem Zeitpunkt übertroffen hätten. In den nächsten zwölf Spielen gelang den Veilchen aber nur ein Sieg bei Dynamo Dresden, sodass Trainer Rico Schmitt nach einem Remis gegen Eintracht Braunschweig am 22. Spieltag entlassen wurde. Neuer Trainer wurde der ehemalige Bundesliga-Spieler Karsten Baumann. Mit ihm wurde der Klassenerhalt als Fünfzehnter noch gesichert. Im Pokal wurde Aue dem 1. FC Saarbrücken zugelost, gegen welchen ein 3:1-Sieg n. V. gelang. In der zweiten Runde folgte gegen den 1. FC Nürnberg eine Niederlage.
Nach dem unbefriedigenden Abschneiden in der Vorsaison verließen Tobias Kempe, Adli Lachheb sowie drei weitere Spieler den Verein vor der Saison 2012/13. Als Ausgleich wurden drei U-23-Spieler und mehrere Akteure mit Erstligaerfahrung in osteuropäischen Ligen verpflichtet. Zusätzlich wurde der Stürmer Jakub Sylvestr von Dinamo Zagreb ausgeliehen. Dieser verhalf den Veilchen mit zwei Toren zum ersten Pflichtspielsieg der Saison. Als Außenseiter schlug Aue im DFB-Pokal 2012/13 Eintracht Frankfurt mit 3:0. In der zweiten Runde schied Aue mit 0:2 auswärts gegen den FSV Mainz 05 aus. In der Liga kamen die Veilchen während der ganzen Saison nie in die Top Ten der Tabelle. Folglich mussten die Auer Spieler gegen den Abstieg kämpfen. Während der Saison wurden die Spieler Michael Fink und Kevin Pezzoni nach Aue geholt. Durch zwei 3:0-Siege gegen den FC St. Pauli und Energie Cottbus gelang es, auf dem elften Tabellenplatz in die Winterpause zu gehen. Nachdem es in der Rückrunde wieder abwärtsging, entließ der Verein zunächst Sportdirektor Steffen Heidrich und nach dem 31. Spieltag auch Trainer Karsten Baumann. Dieser wurde durch Falko Götz ersetzt. Zum Saisonfinale mussten die Veilchen um Platz 15 spielen. Direkter Konkurrent war dabei Erzrivale Dynamo Dresden. Durch einen 1:0-Sieg am letzten Spieltag gegen den SV Sandhausen wurde durch das bessere Torverhältnis der 15. Platz gesichert und der Abstieg verhindert.
Jan Hochscheidt verließ Aue vor der Saison nach Eintracht Braunschweig. Er sollte unter anderem durch die Neuzugänge Arvydas Novikovas von Heart of Midlothian, Solomon Okoronkwo vom Pécsi Mecsek FC oder Zlatko Janjić vom SV Wehen Wiesbaden ersetzt werden. Nach einem schwachen Start mit dem Erstrunden-Aus im DFB-Pokal und dem 15. Tabellenplatz nach 17 Spieltagen wurde Aue im Winter 2014 durch Frank Löning vom SV Sandhausen und den Slowaken Filip Lukšík verstärkt. Besonders Löning zeigte in der Rückrunde gute Leistungen. Herausragender Auer Spieler war Jakub Sylvestr mit 15 Toren. Er wurde gemeinsam mit Mahir Sağlık Torschützenkönig dieser Zweitliga-Saison. Nachdem Aue nach dem 32. Spieltag den Klassenerhalt sicher hatte, schlossen die Veilchen die Saison auf Tabellenplatz 14 ab.

### 2014 bis 2016: Abstieg und direkter Wiederaufstieg

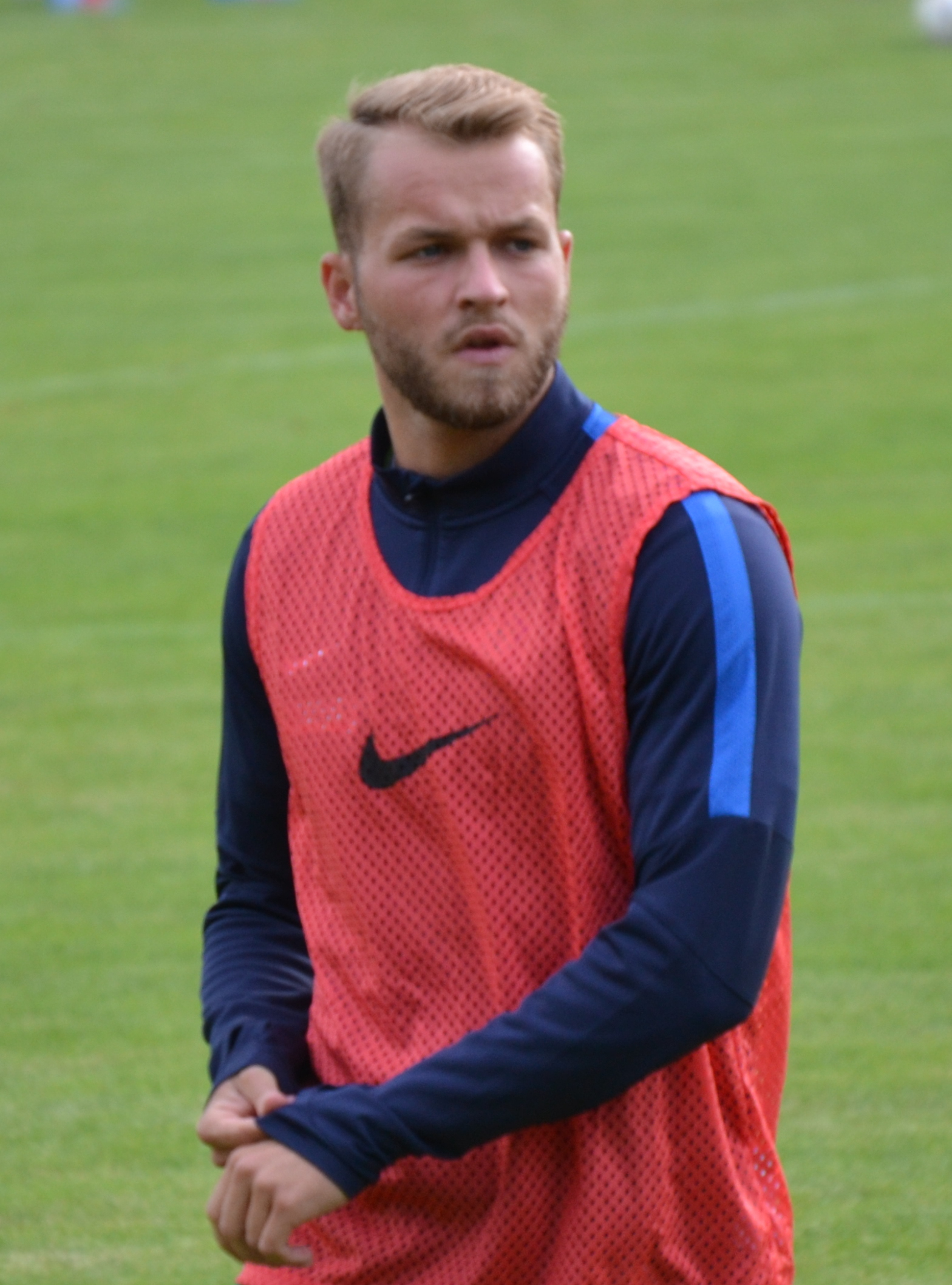
Pascal Köpke erzielte für die Veilchen zehn Tore in der Rückrunde der Aufstiegssaison 2015/16.

Nach einem schwachen Start in die Saison 2014/15 wurde Trainer Falko Götz am 2. September 2014 von seinen Aufgaben entbunden. Außerdem trat Vizepräsident Jens Stopp am gleichen Tag von seinem Amt zurück. Von den ersten vier Saisonspielen gewann die Mannschaft keine Partie und rangierte damit auf dem letzten Tabellenplatz. Einen Tag darauf trat auch Vereinspräsident Lothar Lässig von seinem Amt zurück. Nachfolger von Falko Götz wurde Tomislav Stipić, der zuvor die zweite Mannschaft des FC Ingolstadt betreut hatte. Stipić erhielt in Aue einen Vertrag bis 2016. Die Nachfolge von Lothar Lässig trat Helge Leonhardt, der Zwillingsbruder des ehemaligen Vereinspräsidenten Uwe Leonhardt, an.
Trotzdem konnte der Verein als Vorletzter der Spielzeit 2014/15 die Klasse nicht halten und trat 2015/16 in der 3. Fußball-Liga an. Nachdem Tomislav Stipić seinen Vertrag auf eigenen Wunsch am Saisonende auflösen ließ, wurde der Bulgare Pavel Dotchev als neuer Trainer verpflichtet. Zudem wurde der bisherige Co-Trainer Steffen Ziffert sportlicher Leiter und Robin Lenk Co-Trainer. Die Auer Mannschaft konnte im DFB-Pokal überraschen. Nachdem sie in den ersten beiden Runden den Zweitligisten SpVgg Greuther Fürth und den Erstligisten Eintracht Frankfurt aus dem Wettbewerb geworfen hatte, schieden sie im Achtelfinale gegen den 1. FC Heidenheim aus. Durch einen 2:0-Sieg beim SC Fortuna Köln am 7. Mai 2016 schaffte Aue den direkten Wiederaufstieg in die 2. Bundesliga. Zudem erreichte Aue das Finale des Sachsenpokals und traf auf den FSV Zwickau. Im Finale setzte sich die Mannschaft durch einen Treffer von Mario Kvesić mit 1:0 gegen den Rivalen durch.

### 2016 bis 2022: 2. Bundesliga
In der ersten Runde des DFB-Pokal schied Aue mit 7:8 nach Elfmeterschießen gegen den Erstligisten FC Ingolstadt 04 aus. Nach der Hinrunde belegte die Mannschaft von Pavel Dotchev mit 13 Punkten den 17. Platz vor dem FC St. Pauli. Zwei Tage nach der 1:4-Niederlage im Sachsenderby gegen Dynamo Dresden verkündete Pavel Dotchev seinen Rücktritt. Für ein Spiel übernahm Robin Lenk interimsweise das Amt des Cheftrainers. Vor dem Spiel gegen den Karlsruher SC wurde mit Domenico Tedesco der neue Cheftrainer vorgestellt. Mit einem 0:1 gegen Fortuna Düsseldorf beendete das Team am 21. Mai 2017 die Saison auf Rang 14 und hielt somit die Klasse. Pascal Köpke und Dimitrij Nazarov waren mit 10 bzw. 9 Saisontoren die torgefährlichsten Spieler des FC Erzgebirge Aue in der Saison 2016/17.
Nach der Saison wurde Trainer Tedesco vom Erstligisten FC Schalke 04 abgeworben. Als Nachfolger wurde Thomas Letsch vom FC Liefering verpflichtet. Nach drei Niederlagen in den ersten drei Pflichtspielen wurde Letsch nach nur 57 Tagen im Amt von seinen Aufgaben entbunden und Robin Lenk übernahm erneut interimsweise den Cheftrainerposten. Im September 2017 wurde Hannes Drews, der bis dahin Holstein Kiels U19 trainiert hatte, verpflichtet und Robin Lenk kehrte auf die Co-Trainer-Position zurück. Sein Debüt an der Seitenlinie gab Drews am 9. September 2017 beim 2:1-Sieg gegen den FC Ingolstadt 04.

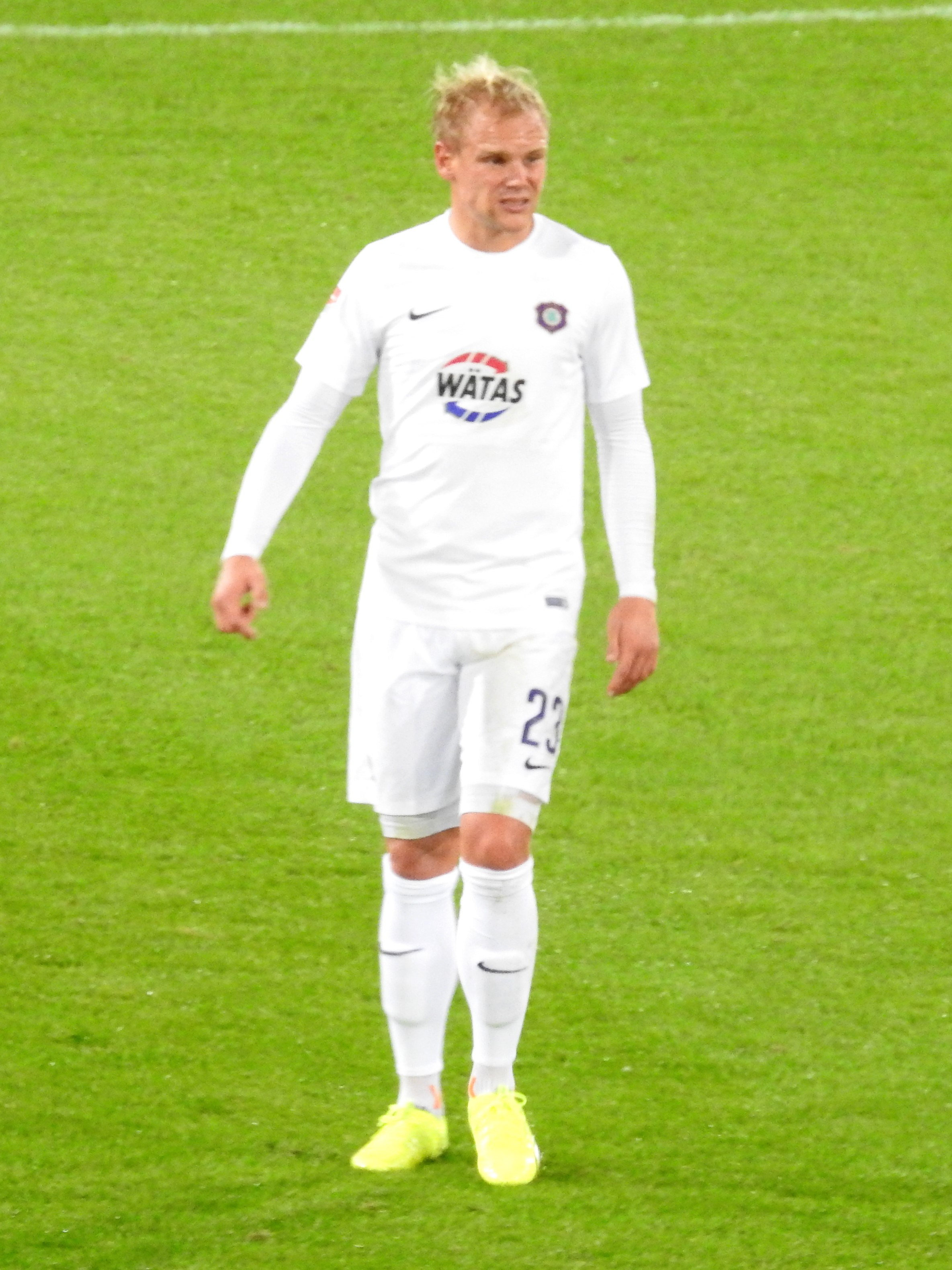
Sören Bertram führte Aue mit einem Dreierpack zum 3:1-Sieg im Relegationsrückspiel 2017/18

Die Saison 2017/18 beendeten die Auer auf dem 16. Platz und mussten deswegen in die Relegation zur deutschen Fußball-Bundesliga gegen den Drittplatzierten aus der 3. Liga, den Karlsruher SC. Das Hinspiel im Karlsruher Wildparkstadion endete 0:0. Im Rückspiel avancierte Sören Bertram zum Auer Retter und führte den FC Erzgebirge Aue durch seine Treffer zum 3:1-Sieg. Damit wurde Aue nach Dynamo Dresden und 1860 München die dritte Mannschaft, die sich in der Relegation gegen den Drittligisten durchsetzen konnte.
Nachdem Aue die Klasse gehalten hatte, wurde auf Wunsch von Hannes Drews dessen Vertrag zum Saisonende aufgelöst. Am 14. Juni 2018 stellte Aue mit Daniel Meyer seinen Nachfolger vor, der zuvor U-19-Trainer des Bundesligisten 1. FC Köln gewesen war. Am 19. August 2019 wurde der Vertrag beendet und am 26. August 2019 Dirk Schuster als Cheftrainer vorgestellt. Unter Schuster gewann Aue unter anderem die Heimspiele gegen den 1. FC Nürnberg mit 4:3, gegen Dynamo Dresden mit 4:1 und gegen den Hamburger SV mit 3:0. Die Veilchen schlossen die Saison 2019/20 auf dem siebenten Platz ab. Die Saison 2020/21 beendete der FC Erzgebirge Aue auf dem zwölften Platz. Die besten Auer Torschützen dieser Saison waren Pascal Testroet und Florian Krüger mit zwölf bzw. elf Treffern. Cheftrainer Schuster meldete sich nach der 3:8-Niederlage am 32. Spieltag gegen den SC Paderborn 07 krank. Nach dem Saisonende 2021 folgte die vorzeitige Auflösung des Cheftrainervertrags.
Zur Saison 2021/22 wurde Aljaksej Schpileuski als neuer Cheftrainer verpflichtet. Nach dem Ausscheiden in der ersten Runde des DFB-Pokals und drei Unentschieden sowie vier Niederlagen in den ersten sieben Ligaspielen trennte sich der Verein auf dem letzten Platz stehend jedoch wieder von ihm. Sein Nachfolger wurde der vorherige Co-Trainer Marc Hensel. Zum 1. November 2021 kehrte Pavel Dotchev zum FC Erzgebirge zurück und wurde Sportdirektor. Die Mannschaft konnte jedoch auch unter Hensel die Abstiegsränge nicht verlassen. Nach dem 23. Spieltag, nach dem man mit 10 Punkten Rückstand auf den Relegations- und ersten Nicht-Abstiegsplatz am Tabellenende stand, wurde Dotchev bis zum Saisonende in Personalunion als Cheftrainer eingesetzt. Da Hensel nicht über die Fußballlehrer-Lizenz verfügte, war dieser bereits seit seiner Rückkehr der formale Cheftrainer und Lizenzhalter. Hensel begann zeitgleich den 13-monatigen Lehrgang zum Fußballlehrer (Pro Lizenz), der neben virtuellen Modulen auch Präsenzveranstaltungen in Frankfurt am Main umfasst, und wurde wieder Co-Trainer. Auch unter Dotchev konnten die Leistungen nicht gesteigert werden, sodass am 32. Spieltag der Abstieg in die 3. Liga feststand. Die Saison wurde schließlich mit 26 Punkten auf dem 17. Platz abgeschlossen.

### Seit 2022: 3. Liga
Zur Saison 2022/23 übernahm Timo Rost die Mannschaft als Cheftrainer. Nach dem 9. Spieltag stand die Mannschaft nach drei Unentschieden und sechs Niederlagen auf dem letzten Platz. Helge Leonhardt trat daraufhin als Präsident zurück; zudem trennte sich der Verein von Rost. Daraufhin übernahm der Leiter des Nachwuchsleistungszentrums, Carsten Müller, die Mannschaft interimsweise. Mit Matthias Heidrich wurde ein sportlicher Leiter verpflichtet. Im November 2022 wurde Roland Frötschner zum neuen Präsidenten gewählt. In der Winterpause wurde Heidrich zum Sport-Geschäftsführer befördert. Dieser verpflichtete Pavel Dotchev als Cheftrainer, der damit zum dritten Mal in seiner Karriere FCE-Trainer wurde. Die Mannschaft stand zu diesem Zeitpunkt nach dem 17. Spieltag mit 14 Punkten auf dem 18. Platz, einem  Abstiegsplatz. Am Saisonende wurde der 14. Platz erreicht und der Abstieg verhindert.

## Saisonergebnisse
Farblegende:
– Aufstieg, bei Erstklassigkeit Meister
– Abstieg
| Saison  | Ligenniveau | Liga                      | Platz | Tore  | Punkte | Zuschauer- durchschnitt | Ergebnis im DFB-Pokal (ab 1991) |
| 1989/90 | 1           | DDR-Oberliga              | 13.   | 25:36 | 18-34  |                         |                                 |
| 1990/91 | 2           | NOFV-Liga                 | 02.   | 73:24 | 46-14  |                         |                                 |
| 1991/92 | 3           | NOFV-Oberliga Staffel Süd | 02.   | 78:25 | 52-16  | 01.678                  | 1. Runde                        |
| 1992/93 | 3           | NOFV-Oberliga Staffel Süd | 07.   | 45:39 | 36-28  | 01.136                  | nicht qualifiziert              |
| 1993/94 | 3           | NOFV-Oberliga Staffel Süd | 03.   | 60:23 | 41-19  | 01.885                  | nicht qualifiziert              |
| 1994/95 | 3           | Regionalliga Nordost      | 09.   | 53:47 | 32-36  | 02.682                  | nicht qualifiziert              |
| 1995/96 | 3           | Regionalliga Nordost      | 05.   | 52:35 | 57     | 02.474                  | nicht qualifiziert              |
| 1996/97 | 3           | Regionalliga Nordost      | 02.   | 60:32 | 71     | 03.794                  | nicht qualifiziert              |
| 1997/98 | 3           | Regionalliga Nordost      | 07.   | 43:43 | 52     | 02.565                  | nicht qualifiziert              |
| 1998/99 | 3           | Regionalliga Nordost      | 07.   | 49:39 | 53     | 02.418                  | nicht qualifiziert              |
| 1999/00 | 3           | Regionalliga Nordost      | 03.   | 59:40 | 60     | 03.388                  | nicht qualifiziert              |
| 2000/01 | 3           | Regionalliga Nord         | 07.   | 39:48 | 54     | 03.406                  | 1. Runde                        |
| 2001/02 | 3           | Regionalliga Nord         | 09.   | 47:43 | 48     | 03.315                  | 1. Runde                        |
| 2002/03 | 3           | Regionalliga Nord         | 01.   | 59:34 | 66     | 04.942                  | 1. Runde                        |
| 2003/04 | 2           | 2. Bundesliga             | 08.   | 47:45 | 48     | 11.018                  | 1. Runde                        |
| 2004/05 | 2           | 2. Bundesliga             | 07.   | 49:40 | 51     | 12.724                  | 1. Runde                        |
| 2005/06 | 2           | 2. Bundesliga             | 07.   | 38:36 | 48     | 11.535                  | 2. Runde                        |
| 2006/07 | 2           | 2. Bundesliga             | 10.   | 46:48 | 45     | 11.626                  | 2. Runde                        |
| 2007/08 | 2           | 2. Bundesliga             | 16.   | 49:57 | 32     | 10.568                  | 1. Runde                        |
| 2008/09 | 3           | 3. Liga                   | 12.   | 43:43 | 48     | 08.089                  | 2. Runde                        |
| 2009/10 | 3           | 3. Liga                   | 02.   | 57:41 | 68     | 08.963                  | nicht qualifiziert              |
| 2010/11 | 2           | 2. Bundesliga             | 05.   | 40:37 | 56     | 10.255                  | 1. Runde                        |
| 2011/12 | 2           | 2. Bundesliga             | 15.   | 31:55 | 35     | 09.355                  | 2. Runde                        |
| 2012/13 | 2           | 2. Bundesliga             | 15.   | 39:46 | 37     | 08.715                  | 2. Runde                        |
| 2013/14 | 2           | 2. Bundesliga             | 14.   | 42:54 | 41     | 09.358                  | 1. Runde                        |
| 2014/15 | 2           | 2. Bundesliga             | 17.   | 32:47 | 36     | 09.112                  | 2. Runde                        |
| 2015/16 | 3           | 3. Liga                   | 02.   | 42:21 | 70     | 08.310                  | Achtelfinale                    |
| 2016/17 | 2           | 2. Bundesliga             | 14.   | 37:52 | 39     | 08.588                  | 1. Runde                        |
| 2017/18 | 2           | 2. Bundesliga             | 16.   | 35:49 | 40     | 09.128                  | 1. Runde                        |
| 2018/19 | 2           | 2. Bundesliga             | 14.   | 43:47 | 40     | 10.232                  | 1. Runde                        |
| 2019/20 | 2           | 2. Bundesliga             | 07.   | 46:48 | 47     | 08.206 1                | 2. Runde                        |
| 2020/21 | 2           | 2. Bundesliga             | 12.   | 44:53 | 44     | 0118 2                  | 1. Runde                        |
| 2021/22 | 2           | 2. Bundesliga             | 17.   | 32:72 | 26     | 05.585 3                | 1. Runde                        |
| 2022/23 | 3           | 3. Liga                   | 14.   | 49:62 | 45     | 07.774                  | 1. Runde                        |
| 2023/24 | 3           | 3. Liga                   | 06.   | 51:47 | 60     | 08.694                  | nicht qualifiziert              |
| 2024/25 | 3           | 3. Liga                   | 13.   | 52:65 | 50     | 08.972                  | 1. Runde                        |

## Erfolge

### FC Erzgebirge Aue
- Sachsenpokalsieger: 2000, 2001, 2002, 2016
- Sachsenpokalfinalist: 1991 (Amateure), 1998, 1999, 2007 (Amateure), 2010, 2024, 2025
- Aufstieg in die 2. Bundesliga: 2003, 2010, 2016
- Herbstmeister der 2. Bundesliga: 2010

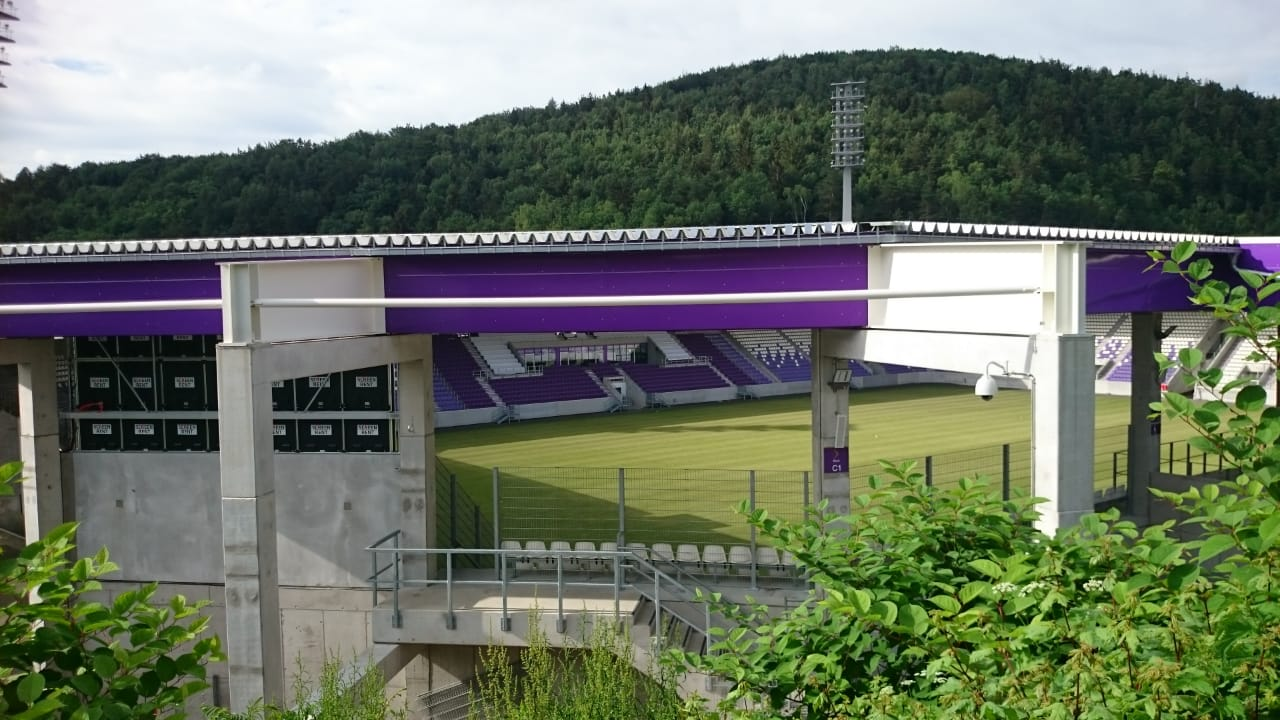
Erzgebirgsstadion

### BSG Wismut Aue & SC Wismut Karl-Marx-Stadt
- DDR-Meister: 1955 (Meister Übergangsrunde), 1956, 1957, 1959
- DDR-Vizemeister: 1953, 1955
- FDGB-Pokalsieger: 1955
- FDGB-Pokalfinalist: 1959

## Spielstätte
Zunächst spielte die Mannschaft im 1928 gebauten Städtischen Stadion Aue, das im März 1950 abgerissen wurde. Am 20. August 1950 ging das zuerst für 22.000 Zuschauer vorgesehene neue Otto-Grotewohl-Stadion in Betrieb. Das Stadion ist noch heute die Spielstätte des Vereins und heißt seit dem 26. November 1991 Erzgebirgsstadion. In der Sommerpause nach der Saison 2009/10 wurde das Erzgebirgsstadion umfangreich saniert. Unter anderem erhielt die Gegentribüne eine Überdachung. Am 16. März 2011 wurde das Stadion im Rahmen einer zunächst mit einer Laufzeit bis 2020 begründeten Partnerschaft zwischen dem FC Erzgebirge Aue und den im Erzgebirgskreis ansässigen Sparkassen Aue-Schwarzenberg, Erzgebirge und Mittleres Erzgebirge offiziell in Sparkassen-Erzgebirgsstadion umbenannt. Zur Saison 2017/18 wurde das Stadion in Erzgebirgsstadion umbenannt, da der Sponsorenvertrag mit der Erzgebirgssparkasse bis 2023 verlängert wurde, aber die Rechte am Stadionnamen nicht im Vertrag enthalten sind. Zur Saison 2025/26 wurde das Stadion in eins Erzgebirgsstadion umbenannt. Hintergrund ist das ausgeweitete Engagement des regionalen Energieversorgers eins. Der traditionsreiche Name Erzgebirgsstadion bleibt dabei erhalten. Die Umbenennung wurde am 17. Juli 2025 bekannt gegeben.

## Nationalspieler

### DDR-Nationalspieler
- Erhard Bauer – 3 Länderspiele (1954)
- Dieter Erler – 47 Länderspiele (1959–1968; 25 LS für Aue)
- Horst Freitag – 1 Länderspiel (1957)
- Manfred Kaiser – 31 Länderspiele (1955–1964)
- Bernhard Konik – 1 Länderspiel (1984)
- Steffen Krauß – 2 Länderspiele (1985)
- Willi Marquardt – 1 Länderspiel (1956; für Rotation Babelsberg)
- Harald Mothes – 1 Länderspiel (1984)
- Bringfried Müller – 18 Länderspiele (1955–1960)
- Klaus Thiele – 4 Länderspiele (1958–1959)
- Willy Tröger – 15 Länderspiele (1954–1959)
- Konrad Wagner – 4 Länderspiele (1959–1963)
- Jörg Weißflog – 15 Länderspiele (1984–1989)
- Karl Wolf – 10 Länderspiele (1954–1957)
- Siegfried Wolf – 17 Länderspiele (1955–1959)

### Ausländische Nationalspieler
- Moudachirou Amadou (Benin) – 17 Länderspiele
- Henri Anier (Estland) – 53 Länderspiele (2014–2015)
- Mišo Brečko (Slowenien) – 77 Länderspiele (2004–2015)
- Andrzej Juskowiak (Polen) – 39 Länderspiele (1992–2001)
- Tomasz Kos (Polen) – 3 Länderspiele (2000–2002)
- Ali Lukunku (DR Kongo) – 40 Länderspiele
- Michaël Maria (Curaçao) – 21 Länderspiele (2015–)
- Vlad Munteanu (Rumänien) – 1 Länderspiel (2002)
- Dimitrij Nazarov (Aserbaidschan) – 48 Länderspiele (2014–)
- Adam Nemec (Slowakei) – 1 Länderspiel (2006)
- Nikolče Noveski (Mazedonien) – 35 Länderspiele (2004–2013)
- Arvydas Novikovas (Litauen) – 56 Länderspiele (2010–)
- Russi Petkow (Bulgarien) – 2 Länderspiele
- Adam Petrouš (Tschechien) – 4 Länderspiele (2001–2003)
- Dimitar Rangelow (Bulgarien) – 34 Länderspiele (2008–2016)
- Vīts Rimkus (Lettland) – 73 Länderspiele (1995–2008)
- Dawit Siradse (Georgien) – 28 Länderspiele (2004–2011)
- Ervin Skela (Albanien) – 75 Länderspiele (2000–2012)
- Danny Sonner (Nordirland) – 13 Länderspiele (1997–2004)
- John-Patrick Strauß (Philippinen) – 12 Länderspiele (2018–)
- Jakub Sylvestr (Slowakei) – 6 Länderspiele (2010–2016)
- Bobby Wood (USA) – 45 Länderspiele (2013–2018)
- Philipp Zulechner (Österreich) – 1 Länderspiel (2013)

## Weitere bekannte Spieler
In Klammern: Zeitraum Meisterschaftsspiele
- John Bemme (1986–1992)
- Sven Beuckert (1994–2000)
- Skerdilaid Curri (2003–2012)
- Richard Dostálek (2005–2007)
- Ulrich Ebert (1971–1984)
- Uwe Ehlers (2005–2007)
- Ernst Einsiedel (1961–1975)
- Holger Erler (1970–1985)
- Jürgen Escher (1971–1985)
- Arne Feick (2008–2009)
- Armin Günther (1946–1958)
- Jörg Hahnel (2000–2006)
- Holger Hasse (1995–2002 und 2004–2005)
- Matthias Heidrich (2000–2005)
- Marc Hensel (2008–2013)
- Enrico Kern (1998 und 2010–2013)
- René Klingbeil (2008–2015)
- Sven Köhler (1996)
- Ralf Kraft (1978–1986)
- Marco Kurth (2000–2008)
- Harro Miller (1964–1969)
- Fabian Müller (2007–2008 und 2010–2015)
- Thomas Paulus (2007–2015)
- Stefan Persigehl (1990–1991)
- Dietmar Pohl (1962–1975)
- Mirko Reichel (1989–1994)
- Heinz Satrapa (1953–1956)
- Konrad Schaller (1965–1978)
- Jens Schmidt (1986–1987)
- Volker Schmidt (1980–1994)
- Chwitscha Schubitidse (2002–2005)
- Dieter Schüßler (1965–1980)
- Ronny Thielemann (1992–1999)
- Dino Toppmöller (2003–2004)
- Klaus Zink (1957–1971)

## Alle Cheftrainer ab 1990
- Jürgen Escher (Januar 1990–November 1990)
- Klaus Toppmöller (28. November 1990 bis 30. Juni 1991)
- Heinz Eisengrein (1. Juli 1991 bis 21. März 1992)
- Lutz Lindemann (1. April 1992 bis 30. Juni 1995)
- Ralf Minge (1. Juli 1995 bis 27. April 1996)
- Lutz Lindemann (27. April 1996 bis 30. Juni 1998)
- Frank Lieberam (1. Juli 1998 bis 8. März 1999)
- Holger Erler (8. März 1999 bis 30. Juni 1999)
- Gerd Schädlich (1. Juli 1999 bis 17. Dezember 2007)
- Roland Seitz (1. Januar 2008 bis 19. April 2008)
- Heiko Weber (21. April 2008 bis 3. Juni 2009)
- Rico Schmitt (8. Juni 2009 bis 21. Februar 2012)
- Karsten Baumann (22. Februar 2012 bis 28. April 2013)
- Falko Götz (29. April 2013 bis 2. September 2014)
- Tomislav Stipić (9. September 2014 bis 30. Juni 2015)
- Pavel Dotchev (1. Juli 2015 bis 28. Februar 2017)
- Domenico Tedesco (8. März 2017 bis 18. Juni 2017)
- Thomas Letsch (19. Juni 2017 bis 14. August 2017)
- Hannes Drews (7. September 2017 bis 30. Juni 2018)
- Daniel Meyer (1. Juli 2018 bis 19. August 2019)
- Dirk Schuster (26. August 2019 bis 28. Mai 2021)
- Aljaksej Schpileuski (17. Juni 2021 bis 19. September 2021)
- Marc Hensel (21. September 2021 bis 23. Februar 2022)[32]
- Pavel Dotchev (23. Februar 2021 bis 15. Mai 2022)
- Timo Rost (1. Juni 2022 bis 20. September 2022)
- Carsten Müller (21. September 2022 bis 7. Dezember 2022)
- Pavel Dotchev (7. Dezember 2022 bis 30. November 2024)
- Jörg Emmerich (1. Dezember 2024 bis 21. Dezember 2024)
- Jens Härtel (seit 2. Januar 2025)

## Personal

### Kader 2025/26
(Stand: 31. Juli 2025)
| Nr.        | Nat.               | Spieler                | Geburtsdatum  | beim FCE seit |
| Tor        | Tor                | Tor                    | Tor           | Tor           |
| ---------- | ------------------ | ---------------------- | ------------- | ------------- |
| 01         | Deutschland        | Martin Männel          | 16. März 1988 | 2008          |
| 22         | Deutschland        | Louis Lord             | 22. Okt. 2003 | 2023          |
| 36         | Deutschland        | Max Uhlig              | 8. Sep. 2006  | 2016          |
| 38         | Deutschland        | Theo Kretschmer U19    | 16. Feb. 2007 | 2020          |
| Abwehr     |                    |                        |               |               |
| 06         | Deutschland        | Can Özkan              | 2. Dez. 1999  | 2024          |
| 11         | Deutschland        | Eric Uhlmann           | 5. Jan. 2003  | 2025          |
| 16         | Vereinigte Staaten | Ryan Malone            | 11. Aug. 1992 | 2025          |
| 17         | Osterreich         | Pascal Fallmann        | 7. Nov. 2003  | 2024          |
| 21         | Deutschland        | Maxim Burghardt        | 30. Nov. 2004 | 2024          |
| 23         | Deutschland        | Anthony Barylla        | 1. Juni 1997  | 2021          |
| 25         | Deutschland        | Tristan Zobel          | 4. Okt. 2003  | 2025          |
| 27         | Deutschland        | Finn Hetzsch           | 2. Juli 2004  | 2019          |
| 30         | Deutschland        | Moritz Seiffert        | 4. Nov. 2000  | 2025          |
| 37         | Deutschland        | Paul Seidel            | 20. Apr. 2006 | 2021          |
| Mittelfeld |                    |                        |               |               |
| 05         | Albanien           | Luan Simnica           | 22. Jan. 2004 | 2025          |
| 08         | Deutschland        | Mika Clausen           | 10. Juni 2002 | 2024          |
| 10         | Deutschland        | Julian Günther-Schmidt | 13. Sep. 1994 | 2025          |
| 12         | Deutschland        | Lukas Schimkus U19     | 5. Okt. 2007  | 2023          |
| 13         | Deutschland        | Erik Majetschak        | 1. März 2000  | 2019          |
| 19         | Deutschland        | Julian Guttau          | 29. Okt. 1999 | 2025          |
| 20         | Simbabwe           | Jonah Fabisch          | 13. Aug. 2001 | 2024          |
| 34         | Deutschland        | Marvin Stefaniak       | 3. Feb. 1995  | 2022          |
| Sturm      |                    |                        |               |               |
| 07         | Deutschland        | Erik Weinhauer         | 23. Jan. 2001 | 2025          |
| 09         | Deutschland        | Ricky Bornschein       | 17. Sep. 1999 | 2024          |
| 14         | Ukraine            | Borys Taschtschy       | 26. Juli 1993 | 2022          |
| 15         | Deutschland        | Marcel Bär             | 8. Juni 1992  | 2023          |
| 18         | Deutschland        | William Kallenbach     | 25. Okt. 2005 | 2021          |
| 24         | Deutschland        | Jannic Ehlers          | 5. Jan. 2003  | 2025          |
| 39         | Deutschland        | Maximilian Schmid      | 5. März 2003  | 2025          |

### Transfers der Saison 2025/26
Stand: 6. August 2025
| Zugänge | Abgänge |
| Sommerpause 2025 | Sommerpause 2025 |
| --- | --- |
| - Jannic Ehlers (Werder Bremen II) - Julian Günther-Schmidt (1. FC Saarbrücken) - Julian Guttau (TSV 1860 München) - Finn Hetzsch (VFC Plauen; Leihende) - Louis Lord (Stuttgarter Kickers; Leihende) - Ryan Malone (FC Ingolstadt 04) - Moritz Seiffert (FC Ingolstadt 04) - Luan Simnica (SV Sandhausen) - Eric Uhlmann (Hannover 96) - Erik Weinhauer (FC Carl Zeiss Jena) - Tristan Zobel (SC Paderborn 07 II; Leihe) | - Tim Hoffmann (Hertha BSC; Leihende) - Kilian Jakob (TSV 1860 München) - Tim Kips (1. FC Phönix Lübeck) - Ali Loune (1. FC Nürnberg; Leihende) - Steffen Nkansah (Vertragsende; Ziel unbekannt) - Mirnes Pepić (Vertragsende; Ziel unbekannt) - Linus Rosenlöcher (FC Ingolstadt 04) - Sean Seitz (MFK Skalica) - Omar Sijarić (HNK Rijeka) - Niko Vukančić (MFK Skalica) |

### Trainerstab
Stand: 06. August 2025
| Name          | Funktion        |
| ------------- | --------------- |
| Jens Härtel   | Cheftrainer     |
| Jörg Emmerich | Co-Trainer      |
| Adam Sušac    | Co-Trainer      |
| Jens Voigt    | Torwarttrainer  |
| Nils Brendel  | Athletiktrainer |

## Frauenfußball
Seit 1990 gibt es beim FC Erzgebirge Aue eine Frauenfußball-Abteilung. Die erste Mannschaft spielt seit der Saison 2007/08 in der Regionalliga Nordost.  Noch als Teil der BSG Rotation Schlema gewann die Frauenmannschaft zweimal die DDR-Bestenermittlung und zweimal den DDR-Pokal. Als Teil des FC Wismut Aue gewannen sie noch ein einmal den DDR-Pokal und qualifizierten sich für die 1. Bundesliga, so dass sie in der Saison 1991/92 in der 1. Bundesliga vertreten waren. Zudem spielten sie als FC Erzgebirge Aue zwischen 2004 und 2007 in der 2. Bundesliga.

## Abteilung Ringen
Nach der Wende schaffte die 1. Ringer-Männermannschaft des FC Wismut Aue die Qualifikation zur 2. Bundesliga, in der sie ab der Saison 1991/92 kämpfte. 1994 stiegen die Ringer des inzwischen in FC Erzgebirge Aue umbenannten Vereins in die Landesoberliga Sachsen ab, stiegen jedoch ein Jahr später wieder auf. In den folgenden Saisons konnte Aue sich in der 2. Liga etablieren und schaffte im Jahr 2000 erstmals den Aufstieg in die Ringer-Bundesliga. Der Ausflug in die höchste deutsche Ringerliga dauerte jedoch nur eine Saison. In den Folgejahren bis 2013 schaffte Aue noch dreimal die Rückkehr in die 1. Bundesliga, konnte die Klasse aber nie lange halten. Nach dem Abstieg aus der Ringer-Bundesliga 2013/14 kämpften die Ringer drei Jahre lang in der zweiten Liga, ehe 2017 erneut der Aufstieg in die 1. Bundesliga gelang. Dabei profitierten die Auer von der Gründung der Deutschen Ringerliga durch fünf Bundesliga-Spitzenklubs und die damit zusammenhängende Neuausrichtung der Ringer-Bundesliga durch den Deutschen Ringer-Bund. In der Saison 2017/18 gelang den Auer Ringern erstmals das Erreichen der Endrunde um die deutsche Mannschaftsmeisterschaft. Dort scheiterten sie jedoch im Achtelfinale am SV Alemannia Nackenheim mit 26:36 Punkten nach Hin- und Rückkampf. Nach der Saison 2021/22 zog der Verein seine Mannschaft aus wirtschaftlichen und sportlichen Gründen aus der Bundesliga zurück. In der Folgesaison startete die erste Mannschaft in der Regionalliga Mitteldeutschland und konnte in dieser die Meisterschaft feiern. Auf die Rückkehr in die 2. Bundesliga wurde aus finanziellen Gründen verzichtet.
Der bekannteste Auer Ringer ist der Welt- und Europameister Péter Bácsi aus Ungarn.
Der Vorgängerverein BSG Wismut Aue gewann insgesamt 21-mal die Meisterschaft im freien Stil in der DDR-Oberliga.
| Platzierungen seit 2000 | Platzierungen seit 2000              | Platzierungen seit 2000          | Platzierungen seit 2000          |
| Saison                  | Liga (Klasse)                        | Vorrunde                         | Play-offs                        |
| ----------------------- | ------------------------------------ | -------------------------------- | -------------------------------- |
| 2000/01                 | 1. Bundesliga Nord (I)               | Platz 10 (von 10)                |                                  |
| 2001/02                 | 2. Bundesliga Ost (II)               | Platz 01 (von 10)                |                                  |
| 2002/03                 | 1. Bundesliga Nord (I)               | Platz 08 (von 09)                |                                  |
| 2003/04                 | 1. Bundesliga Nord (I)               | Platz 09 (von 09)                |                                  |
| 2004/05                 | 2. Bundesliga Ost (II)               | Platz 03 (von 10)                |                                  |
| 2005/06                 | 2. Bundesliga Ost (II)               | Platz 03 (von 10)                |                                  |
| 2006/07                 | 1. Bundesliga Nordost (I)            | Platz 04 (von 06)                | Zwischenrunde                    |
| 2007/08                 | 1. Bundesliga Nord (I)               | Platz 08 (von 08)                |                                  |
| 2008/09                 | 2. Bundesliga Nord (II)              | Platz 04 (von 09)                |                                  |
| 2009/10                 | 2. Bundesliga Nord (II)              | Platz 05 (von 10)                |                                  |
| 2010/11                 | 2. Bundesliga Nord (II)              | Platz 02 (von 09)                |                                  |
| 2011/12                 | 2. Bundesliga Nord (II)              | Platz 06 (von 10)                |                                  |
| 2012/13                 | 2. Bundesliga Nord (II)              | Platz 01 (von 09)                |                                  |
| 2013/14                 | 1. Bundesliga Nord (I)               | Platz 09 (von 09)                |                                  |
| 2014/15                 | 2. Bundesliga Nord (II)              | Platz 02 (von 09)                |                                  |
| 2015/16                 | 2. Bundesliga Nord (II)              | Platz 02 (von 09)                |                                  |
| 2016/17                 | 2. Bundesliga Nord (II)              | Platz 03 (von 10)                |                                  |
| 2017/18                 | DRB-Bundesliga Südost (I)            | Platz 04 (von 07)                | Achtelfinale                     |
| 2018/19                 | DRB-Bundesliga Südost (I)            | Platz 05 (von 07)                |                                  |
| 2019/20                 | DRB-Bundesliga Südost (I)            | Platz 07 (von 08)                |                                  |
| 2020/21                 | pausiert wegen COVID-19-Pandemie     | pausiert wegen COVID-19-Pandemie | pausiert wegen COVID-19-Pandemie |
| 2021/22                 | DRB-Bundesliga Ost (I)               | Platz 06 (von 06)                |                                  |
| 2022                    | Regionalliga Mitteldeutschland (III) | Platz 01 (von 07)                |                                  |
| 2023                    | Regionalliga Mitteldeutschland (III) |                                  |                                  |

Farblegende:
– Aufstieg
– Abstieg

## Abteilung Schwimmen und weitere Sportarten
Wenig bekannt ist, dass der Sportklub Erzgebirge Aue auch eine Abteilung Schwimmen unterhält. Die Schwimmer nehmen auch erfolgreich an internationalen Wettkämpfen teil.
Insgesamt können im Sportklub Erzgebirge (FCE) 13 Sportarten trainiert werden. Außer den bereits genannten (Fußball mit Frauenfußball, Ringen, Schwimmen) sind das Badminton, Basketball, Billard, Bogenschießen, Judo, Kraftsport, Leichtathletik, Skilaufen und -Springen, Tennis, Versehrtensport und Volleyball.

## Varia
- Die Vereinsfarbe Lila geht auf die Eiskunstlauf-Trainerin Jutta Müller zurück: Ihr Ehemann, der Fußballer Bringfried Müller, gab ihre Anregung an die Vereinsleitung weiter, die kurz darauf veilchenfarbene Trikots anfertigen ließ.[38] So kam es dazu, dass die Sportler im Volksmund auch manchmal die Veilchen genannt werden.